# شیرو اوساکا
شیرو اوساکا ((به ژاپنی: 大坂志郎)؛ ۱۴ فوریه ۱۹۲۰ – ۳ مارس ۱۹۸۹) بازیگر اهل ژاپن بود.
از فیلم‌هایی که وی در آن نقش داشته‌است، می‌توان به داستان توکیو، اشاره کرد.